# Democratische Partij (Bulgarije)
De Democratische Partij (Bulgaars: Демократическа партия, Demokratitsjeska Partija), is een liberale en democratische partij in Bulgarije.
Een eerste Democratische Partij werd in 1896 opgericht als afsplitsing van de Liberale Partij. Petko Stojtsjev Karavelov werd een van de leiders van de partij en leidde van 1901 tot 1902 het eerste Democratische kabinet. Koning Ferdinand I benoemde op 21 juni 1918 Aleksandur Pavlov Malinov van de DP tot minister-president met als doel Bulgarije uit de Eerste Wereldoorlog te krijgen.
In 1923 steunde de DP de coup tegen premier Aleksandur Stamboeliski en de regering van de Democratische Alliantie. In de jaren 30 keerde de partij zich tegen de militaire regeringen en de "koninklijke kabinetten" en streefde naar het herstel van de democratie. Sommige leden van de DP namen tijdens de Tweede Wereldoorlog deel aan het verzet van het Vaderlands Front, maar na de staatsgreep van het door de communisten gedomineerde Vaderlands Front op 9 september 1944 werd de DP in de oppositie gedrongen. In 1947 werd de DP door de communistische regering van de Bulgaarse Communistische Partij (BKP) verboden.
Op 19 december 1989 werd er in Bulgarije een Democratische Partij opgericht als gematigde liberale partij. De partij sloot zich direct na haar oprichting aan bij de Verenigde Democratische Krachten (SDS). Bij de parlementsverkiezingen van 2001 behaalde de SDS 18,2% van de stemmen, goed voor 51 van de 240 zetels in de Narodno Sobranie en bij de parlementsverkiezingen van 2005 behaalde de SDS 8,4% van de stemmen, goed voor 20 van de 240 zetels.

## DP premiers
| Naam                      | ambtstermijn                    |
| Petko Stojtsjev Karavelov | 5 maart 1901 - 4 januari 1902   |
| Aleksandur Pavlov Malinov | 29 januari 1908 - 29 maart 1911 |
| Aleksandur Pavlov Malinov | 21 juni 1918 - 28 november 1918 |
| Aleksandur Pavlov Malinov | 29 juni 1931 - 12 oktober 1931  |
| Nikola Stojkov Moesjanov  | 12 oktober 1931 - 19 mei 1934   |

## Voorzitters
- Petko Stojtsjev Karavelov — 1886-1903
- Aleksandur Pavlov Malinov — 1903-1938
- Nikola Stojkov Moesjanov — 1938-1947
- Boris Kjoerktsjev — 1989-1990
- Stefan Savov — 1990-2000
- Aleksandur Pramatarski — 2000-heden